# Tim Minchin
Timothy David «Tim» Minchin (Northampton, Anglaterra, 7 d'octubre de 1975) és un actor i músic australià d'origen anglès.
Tim Minchin és principalment conegut per la seva música còmica, que es troba en 6 CD, tres DVD i un cert nombre de shows en viu realitzats en diversos països. També ha aparegut en les televisions d'Austràlia, Anglaterra i els Estats Units. Després de créxier a Perth, Austràlia, assistí a la Universitat of Western Australia i ala Wester Australian Academy of Performing Arts abans de mudar-se a Melbourne el 2002. El seu show Dark Side va obtenir molt bones crítiques al Melbourne International Comedy Festival el 2005 i al Edinburgh Festival Fringe del mateix any.
Minchin té preparació teatral i ha aparegut en diverses produccions escèniques, a més de petits papers per a la TV australiana. Un documental sobre Minchin, Rock N Roll Nerd (dirigit per Rhian Skirving), fou llançat teatralment el 2008 i emès per ABC1 el 2009. Fou co-escriptor del musical guanyador dels Oliver Awards, Matilda the Musical, basat en el llibre Matilda, de Roald Dahl.